# 小行星6242
小行星6242（英語：6242）是一颗围绕太阳公转的小行星。1990年7月29日，亨利·E·霍爾特在帕洛马山发现了此天体。
这颗小行星的绝对星等为328.5466386519373等。